# Красный Дагестан
Кра́сный Дагеста́н — хутор в Апшеронском районе Краснодарского края России.
Входит в состав Нижегородского сельского поселения.

## География
Хутор расположен на берегу реки Курджипс.

## Население
| 2002 | 2010 |
| ---- | ---- |
| 90   | ↗92  |

## Улицы
- ул. Восточная,
- ул. Западная,
- ул. Заречная,
- ул. Малая,
- ул. Прямая.